# Научная улица (Львов)
Нау́чная у́лица — одна из магистральных улиц Львова (Украина), расположена во Франковском районе города, соединяющая местности Боднаровка (Стрыйская улица) и Кульпарков (Кульпарковская улица). Нумерация начинается от Стрыйской улицы, где находится перекрёсток трёх улиц: Научной, Стрыйской и Хуторивки, последняя является фактическим продолжением Научной. В планах городских властей соединить Научную с проектированным участком Ряшевской улицы, таким образом появится сплошное шоссе, которое соединит напрямую всю южную и западную часть города.

## История
Улицу начали строить в 1964 году от Стрыйской улицы. Она сразу получила название Научная, поскольку на улице расположен ряд научно-исследовательских институтов. Название улицы никогда не менялось. Особенно активно улица застраивалась в 1980-х годах, но позже активная застройка прекратилась за некоторыми исключениями, в частности были построен супермаркет «ВАМ».

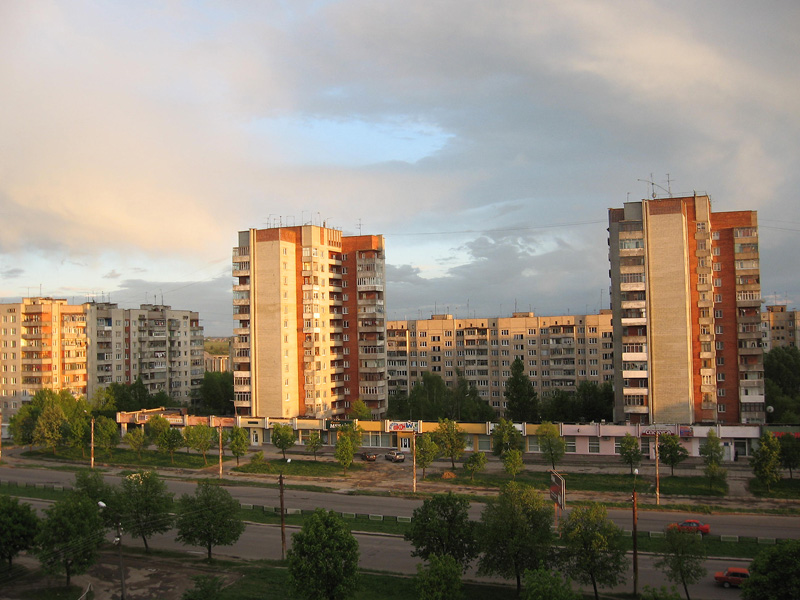

## Архитектура
На улице преобладает жилищная застройка в стиле конструктивизма 1960—1990-х годов с вкраплениями зданий XXI века. Научная улица является самой заселённой улицей Львова — по состоянию на 2016 год здесь проживало 27,3 тыс. чел. На улице находится ряд крупных офисных центров. В средней части улицы находится ряд супермаркетов, множество магазинов, кафе.

### Сакральная архитектура

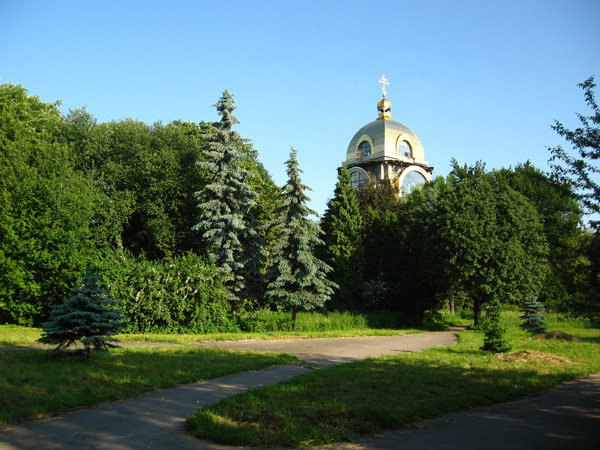
Церковь Борииса и Глеба расположена в центре парка Боднаровка

По адресу Научная, 23/4, находится Храм Воздвижения Честного и Животворящего Креста Господнего, который принадлежит религиозной общине УГКЦ. Разрешение на сооружение храма горсовет дал 24 сентября 2010 года, архитекторы: Александр Вендзилович и Юрий Горалевич. Храм был освящён 27 сентября 2016 года. На территории парка Боднаровка, возле перекрёстка Научной и Стрыйской улиц расположена церковь Бориса и Глеба Львовской епархии ПЦУ.

### Зелёные зоны и водоёмы
В начале улицы, на парной стороне, возле перекрёстка со Стрыйской улицей расположен небольшой парк «Боднаровка», площадь которого составляет 5,8 га. Парк заложен в 1972 году, в 2010—2011 годах была проведена его реконструкция.
На противоположной стороне улицы, между улицами Стрыйской и Академика Подстригача, находится небольшой пруд, в котором плавают караси, щуки, окуни. Ещё один пруд находится в противоположном конце улицы, между улицами Симоненка, Владимира Великого, Кульпарковской и Научной. В 2013 году городские власти очистили пруд, сформировали его берег и обустроили зону отдыха.

### Памятные места
14 октября 2016 года на фасаде лицея № 46 имени Вячеслава Черновола была установлена мемориальная доска в честь Василия Слипака — героя АТО, оперного певца, который учился в лицее.

## Транспорт
В средней части улицы находится недостроенный трамвайный мост, который должен соединить улицу Княгини Ольги с Трускавецкой улицей. Сейчас он используется в качестве автостоянки. Хотя трамвайной линии на улице нет, однако в пределах пешеходной доступности от средней части улицы находится разворотное кольцо трамвайного маршрута № 3 на улице Княгини Ольги. В 1979 году со стороны Кульпарковской улицы до перекрёстка с улицей Симоненка была проложена троллейбусная линия, которая соединила Научную с центром города. В 2011 году троллейбусная линия продолжена до улицы Академика Подстригача, а в 2014 году — до перекрёстка со Стрыйской, что позволило напрямую соединить с автовокзалом, а позже было построено ещё одно ответвление до улицы Хуторивка, что обеспечило прямое сообщение Научной улицы с оптовым рынком «Шувар». Также по Научной улице курсирует ряд маршрутов городских автобусов.